# Ulfrun Regio (quadrangle)

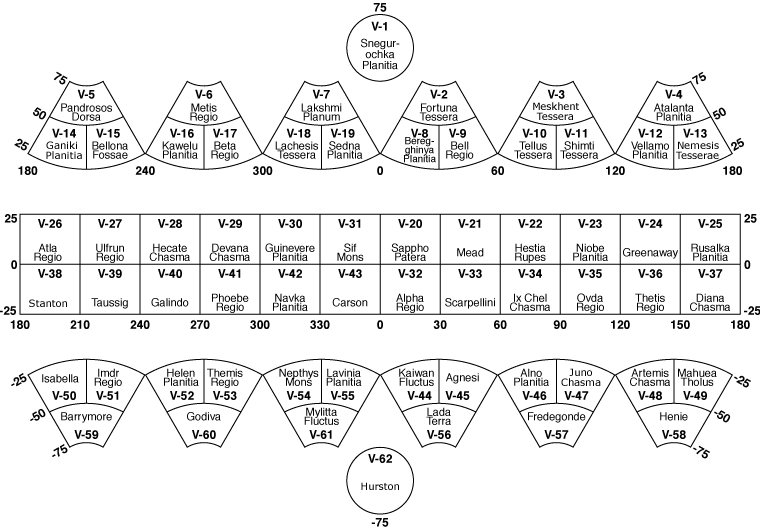
Quadrangles op Venus op schaal 1 : 5.000.000

Ulfrun Regio (V–27; breedtegraad 0°–25° N, lengtegraad 210°–240° E) is een quadrangle op de planeet Venus. Het is een van de 62 quadrangles op schaal 1 : 5.000.000. Het quadrangle werd genoemd naar de gelijknamige regio die op zijn beurt is genoemd naar Ulfrun, een reuzin uit de Noordse mythologie.

## Geologische structuren in Ulfrun Regio
Chasmata
- Tkashi-mapa Chasma
- Zewana Chasma

Coronae
- Lengdin Corona
- Minona Corona
- Pani Corona
- Perchta Corona
- Zisa Corona

Inslagkraters
- Batten
- Boleyn
- Castro
- Grimke
- O'Keeffe
- Olesnicka
- Pamela
- Shakira
- Suliko
- Tussaud
- Varya
- Wang Zhenyi
- Yemysh
- Zarema

Paterae
- Ayrton Patera

Planitiae
- Kawelu Planitia

Regiones
- Ulfrun Regio

Valles
- Uottakh-sulus Valles
- Yuvkha Valles